# Millie Turner
Millie Tina Turner (* 7. Juli 1996 in Wilmslow) ist eine englische Fußballspielerin. Seit 2024 ist die Innenverteidigerin auch A-Nationalspielerin.

## Karriere

### Vereine
Turner begann als Kind in ihrer Heimatstadt Wilmslow bei der Wilmslow Football Academy in einer Jungenmannschaft mit dem Fußballspielen. Nachdem sie hierfür zu alt geworden war, wurde sie mit Unterstützung ihres Vaters bei Stockport County in eine Mädchenmannschaft aufgenommen und konnte ihre Laufbahn so fortsetzen. Nach weiteren Stationen in der Jugend schloss sie sich am Ende ihrer Ausbildung dem Manchester United W.F.C. Dort konnte sie den Übergang in den Profisport aber nicht vollziehen, da zu diesem Zeitpunkt eine Frauenmannschaft nicht existierte. So schloss sie sich 2013 dem FC Everton an, wo sie 2014 ihren ersten Profivertrag unterzeichnete. Ihr Profidebüt gab sie am 20. April 2014 bei einer 0:2-Niederlage gegen Notts County. Mit Everton stand sie auch im FA-Cup-Finale, das aber gegen Arsenal verloren wurde.

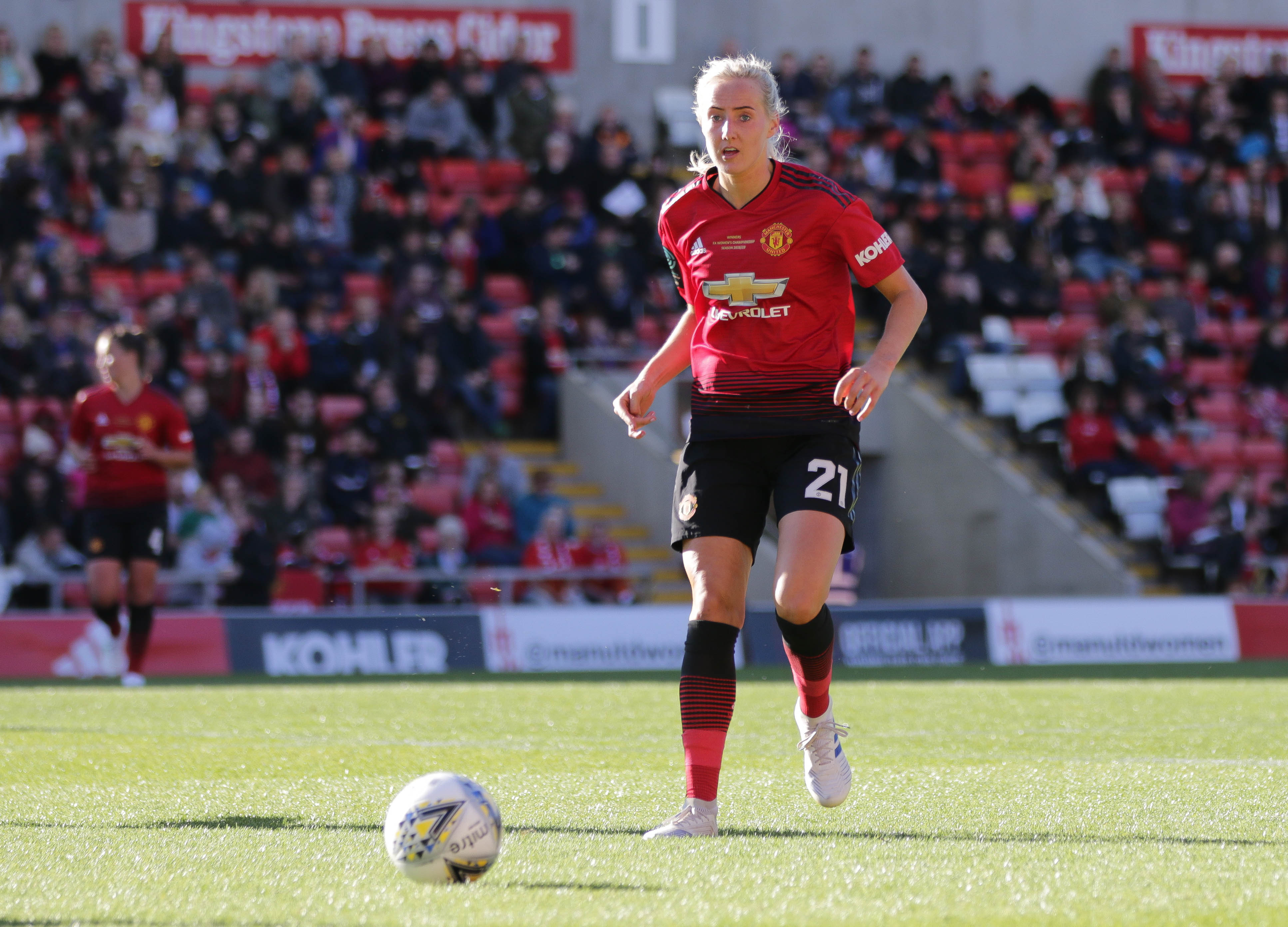
Turner für Manchester United (2019)

2017 schloss Turner sich Bristol City und blieb dort aber nur eine Saison, hatte ihre Mannschaft aber zuletzt als Kapitänin auf den Platz geführt. Im Sommer 2018 schloss sie sich als eine von sieben ehemaligen Jugendspielerinnen des Vereins der neu gegründeten Frauenmannschaft von Manchester United an. Mit dieser stieg sie in der ebenfalls neu gegründeten zweiten Liga in den Spieltrieb ein und feierte am Ende der Saison im Frühjahr 2019 die Meisterschaft in der zweiten Liga und damit den Aufstieg in die höchste Spielklasse. Bald entwickelte sie sich zur Stammspielerin für Manchester, verpasste aber einen Großteil der Saison 2021/22 wegen einer Karotisdissektion. Im Februar 2024 verlängerte sie – inzwischen Kapitänin und eine der Schlüsselspielerinnen der Mannschaft – nach wettbewerbsübergreifend über 160 absolvierten Partien ihren auslaufenden Vertrag bis 2028.

### Nationalmannschaft
Turner debütierte 2013 für die englische U19-Nationalmannschaft. Mit dieser nahm sie 2015 an der Europameisterschaft teil, schied mit ihrer Mannschaft aber noch in der Gruppenphase aus. Nach einem Spiel für die englische U23-Nationalmannschaft wurde Turner 2020 erstmals für die englische A-Nationalmannschaft nominiert. Auf ihr Debüt musste sie allerdings noch mehr als drei Jahre warten: Erst beim 5:1-Sieg gegen Italien am 27. Februar 2024 kam sie zu ihrem ersten Einsatz, als sie in der 80. Spielminute für Alex Greenwood eingewechselt wurde.

## Privates
Turner hat neben einem Zwillingsbruder einen weiteren Bruder; dieser jüngere Bruder Jake Turner ist ebenfalls Fußballspieler, war englischer U-Nationalspieler und spielt derzeit in der englischen 5. Liga.
Von 2021 bis 2024 befand sich Turner in einer Beziehung mit Rachel Daly.